# Колбін Геннадій Васильович
Геннадій Васильович Колбін (рос. Геннадий Васильевич Колбин; 7 травня 1927 — 15 січня 1998) — радянський партійний діяч, перший секретар ЦК Компартії Казахстану від 1986 до 1989 року. Депутат Верховної ради СРСР 7—11-го скликань, Казахської РСР та Грузинської РСР. Кандидат у члени ЦК КПРС у 1976—1981 роках. Член ЦК КПРС у 1981—1990 роках.

## Життєпис
У 1942—1943 роках працював шевцем у Нижньому Тагілі. Там само в 1943—1947 роках навчався в гірничо-металургійному технікумі. Після здобуття освіти працював до 1959 року на заводі в рідному місті. 1955 року заочно закінчив Уральський політехнічний інститут імені С. М. Кірова, навчався в аспірантурі.
1959 року став секретарем парткому на заводі. Від 1959 до 1962 року — другий, потім — перший секретар Ленінського райкому КПРС Нижнього Тагіла. В 1962—1970 роках обіймав посаду спочатку другого, а потім першого секретаря Нижньотагільського міськкому КПРС.
Від 1970 по 1971 рік — секретар, з 6 січня 1971 по 15 квітня 1975 року — 2-й секретар Свердловського обласного комітету КПРС.
14 квітня 1975 — 6 січня 1984 року — 2-й секретар ЦК КП Грузії.
15 грудня 1983 — 12 січня 1987 року — 1-й секретар Ульяновського обласного комітету КПРС. За його ініціативою в Ульяновську відкрили Центр мікроелектроніки, філію МДУ, а також ухвалили рішення про будівництво нового мосту через Волгу.
16 грудня 1986 — 22 червня 1989 року — 1-й секретар ЦК КП Казахстану. Його призначення на цю посаду спричинило Грудневе повстання (Желтоксан).
7 червня 1989 — 26 грудня 1990 року — голова Комітету народного контролю СРСР.
З грудня 1990 року — персональний пенсіонер союзного значення в Москві.
У 1992—1998 роках — голова Ради директорів ВАТ «Мосуралбанк».

## Нагороди
- два ордени Леніна
- орден Жовтневої Революції
- два ордени Трудового Червоного Прапора
- орден «Знак Пошани»
- медалі